# Pedrosillo de los Aires
Pedrosillo de los Aires település Spanyolországban, Salamanca tartományban. Pedrosillo de los Aires Frades de la Sierra, Membribe de la Sierra, Monterrubio de la Sierra, Beleña, Fresno Alhándiga, La Maya, Montejo, Pizarral és Berrocal de Salvatierra községekkel határos. Lakosainak száma 314 fő (2024).

## Népesség
A település népessége az elmúlt években az alábbi módon változott:
| Lakosok száma | 452  | 412  | 379  | 387  | 392  | 389  | 369  | 350  | 322  | 314  |
|               | 2001 | 2004 | 2007 | 2009 | 2012 | 2014 | 2017 | 2019 | 2022 | 2024 |